# لیک مورتون-برریدل (واشینگتن)
لیک مورتون-برریدل (به انگلیسی: Lake Morton-Berrydale) یک منطقهٔ مسکونی در ایالات متحده آمریکا است که در شهرستان کینگ، واشینگتن واقع شده‌است. لیک مورتون-برریدل ۳۲٫۶ کیلومتر مربع مساحت و ۱۰٬۱۶۰ نفر جمعیت دارد.